# 76è Festival Internacional de Cinema de Canes
El 76è Festival de Cinema de Canes és un festival de cinema que va tenir lloc del 16 al 27 de maig de 2023. El cineasta suec Ruben Östlund va ser president del jurat. Amb la pel·lícula francesa Anatomie d'une chute guanyadora de la Palma d'Or, el màxim premi del festival, la directora Justine Triet es va convertir en la tercera dona a aconseguir el premi, després de Jane Campion el 1993, i Julia Ducournau al 2021.
El cartell oficial del festival amb l'actriu Catherine Deneuve va ser creat per Lionel Avignon i Stefan de Vivies de l'estudi de disseny Hartland Villa a partir d'una foto presa per Jack Garofalo durant el rodatge de La Chamade (1968). El cartell va ser escollit per retre homenatge a Deneuve per les seves contribucions al cinema.
Durant el festival, es van lliurar dues Palma d'Or honorífica: La primera durant la cerimònia d'obertura per Michael Douglas; i el segon va ser atorgat amb poca antelació per a Harrison Ford abans de l'estrena mundial d' Indiana Jones i el dial del destí.
El festival va obrir amb Jeanne du Barry dirigida per Maïwenn Le Besco i va clausurar amb el llargmetratge de Pixar Elemental dirigida per Peter Sohn.

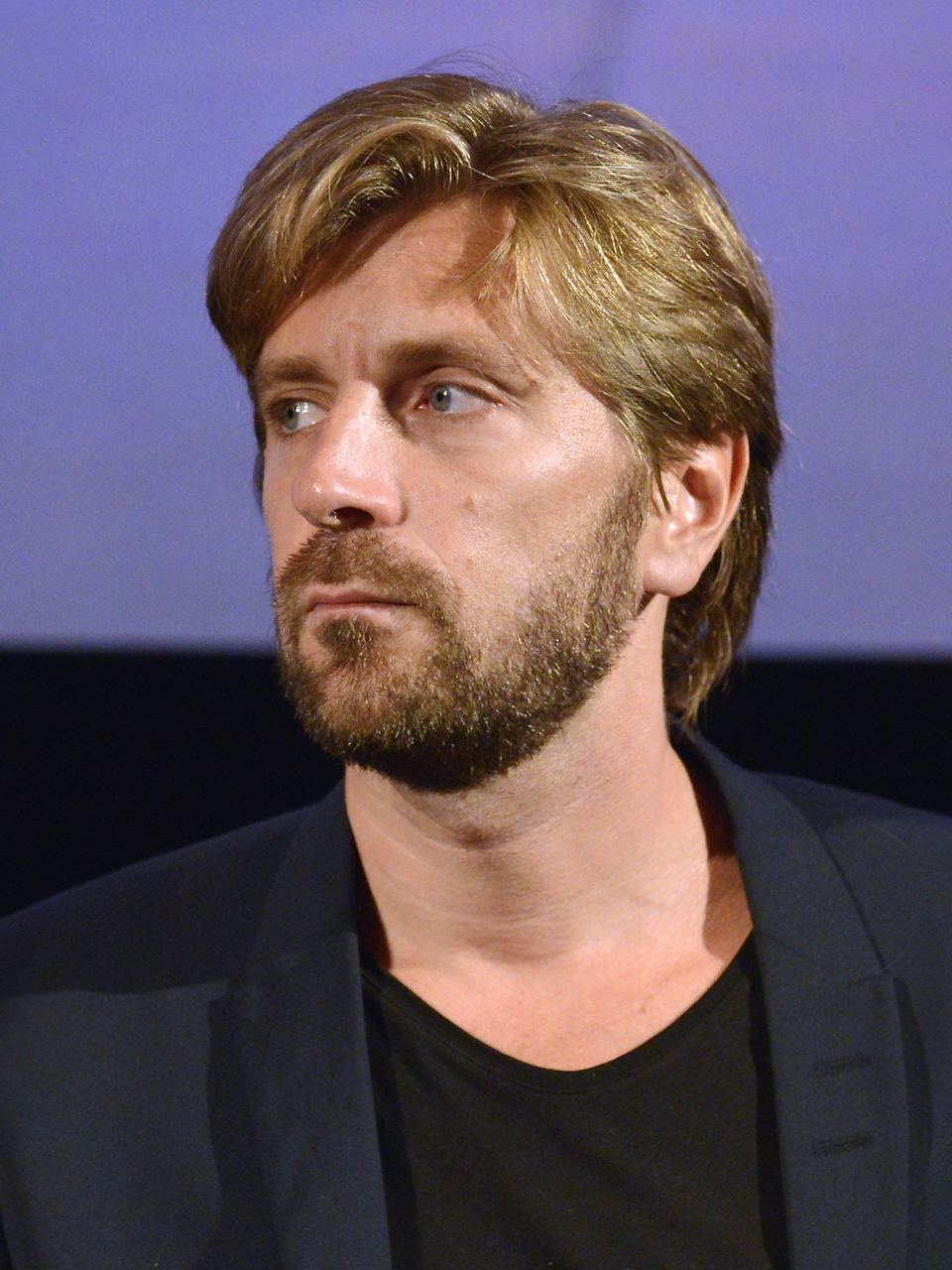
Ruben Östlund, president del jurat de la selecció oficial

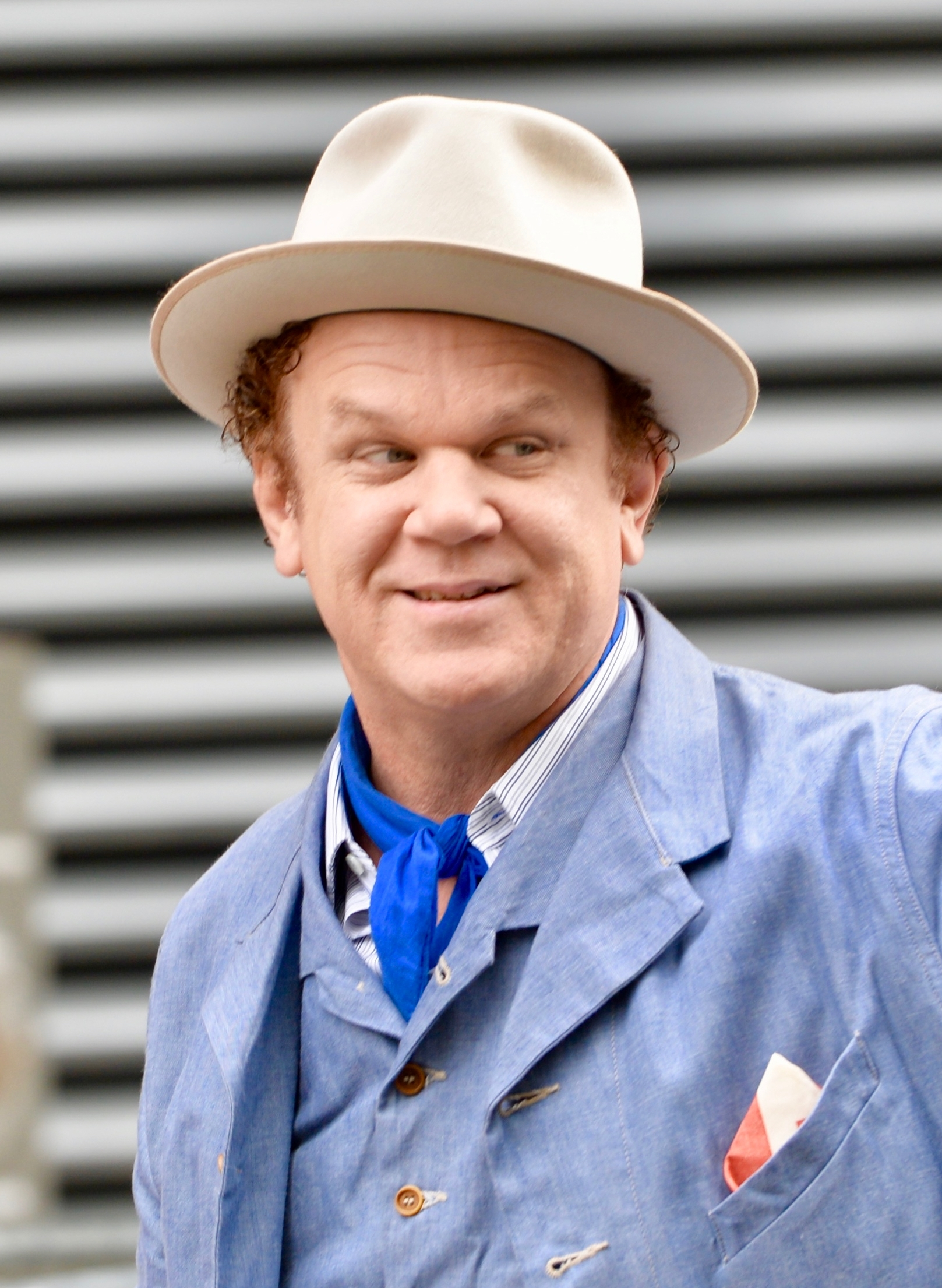
John C. Reilly, president del jurat d'Un Certain Regard

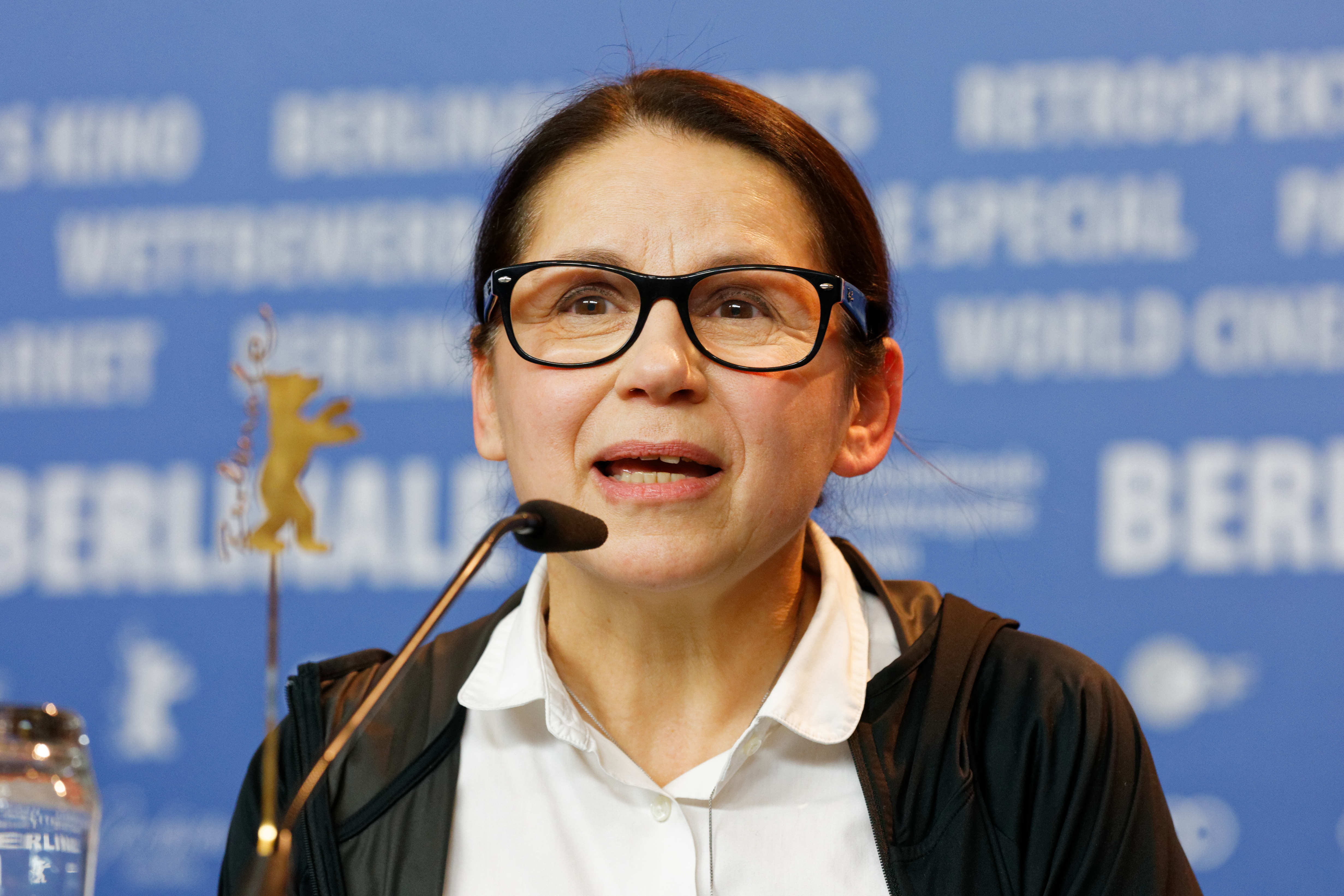
Ildikó Enyedi, president del jurat de Cinéfoundation i Curtmetratges

La pel·lícula Strange Way of Life, un western dirigit per Pedro Almodóvar, va ser l'encarregada d'obrir el festival, al qual també es presentaran altres cintes com Bangsamoro, dirigida per Brillante Mendoza, la pel·lícula dramàtica Aadujeevitham de Blessy Ipe Thomas sobre supervivència, i Killers of the Flower Moon de Martin Scorsese, i Indiana Jones and the Dial of Destiny de James Mangold A més, durant el mes de febrer de 2023, el festival ja va estrenar dues pel·lícules pakistaneses: Pehchaan i Noor.

## Jurats

### Competició principal
- Ruben Östlund, director suec, president del jurat[19][3]
- Paul Dano, actor i director nord-americà
- Julia Ducournau, directora i guionista francesa
- Brie Larson, actriu i directora nord-americana
- Denis Ménochet, actor francès
- Rungano Nyoni, guionista i director zambiano-gal·lès
- Atiq Rahimi, director i escriptor afganès
- Damián Szifron, director i guionista argentí
- Maryam Touzani, directora i actriu marroquina

### Un Certain Regard
- John C. Reilly, actor, guionista i productor nord-americà, president del jurat
- Paula Beer, actriu alemanya
- Davy Chou, director i guionista cambodjano-francès
- Émilie Dequenne, actriu belga
- Alice Winocour, directora i guionista francesa

### Càmera d'Or
- Anaïs Demoustier, actriu francesa, presidenta del jurat
- Mickaël Buch, director i guionista francès
- Nathalie Durand, directora francesa de fotografia
- Sophie Frilley, directora general francesa de Titrafilm
- Nicolas Marcadé, periodista i crític francès
- Raphaël Personnaz, actor francès

### Cinéfondation i competició de curtmetratges
- Ildikó Enyedi,directora i guionista hongare,sa president del jurat
- Ana Lily Amirpour, directora i guionista nord-americana
- Shlomi Elkabetz, actor, director, guionista i productor israelià
- Charlotte Le Bon, actriu i directora canadenca
- Karidja Touré, actriu francesa

### Setmana Internacional de la Crítica
- Audrey Diwan, directora de cinema francesa, presidenta del jurat[20]
- Rui Poças, director de fotografia portuguès
- Franz Rogowski, actor alemany
- Meenakshi Shedde, periodista indi i programador de festivals de la Berlinale
- Kim Yutani, directora de programació del Sundance Film Festival

### Palma Queer
- John Cameron Mitchell, actor, cineasta, cantant, compositor i productor estatunidenc, president del jurat
- Louise Chevillotte, actriu francesa
- Zeno Graton, director belga
- Isabel Sandoval, directora i actriu filipina
- Cédric Succivalli, periodista francès, crític de cinema i programador de festivals

### L'Œil d'or
- Kirsten Johnson, directora, guionista i directora de fotografia nord-americana, presidenta del jurat
- Sophie Faucher, actriu canadenca
- Ovidie, actriu, directora i autora francesa
- Pedro Pimenta, productor moçambicà
- Jean-Claude Raspiengeas, periodista i crític francès

## Selecció oficial

### En competició
Les següents pel·lícules van ser seleccionades per competir per la Palma d'Or:
| Títol                        | Director(s)            | País de producció                                |
| ---------------------------- | ---------------------- | ------------------------------------------------ |
| Kuru Otlar Üstüne            | Nuri Bilge Ceylan      | Turquia                                          |
| Anatomie d'une chute (QP)    | Justine Triet          | França                                           |
| Asteroid City                | Wes Anderson           | Estats Units                                     |
| Banel et Adama (CdO)         | Ramata-Toulaye Sy      | Senegal, Mali, França                            |
| Black Flies                  | Jean-Stéphane Sauvaire | Estats Units                                     |
| Il sol dell'avvenire         | Nanni Moretti          | Itàlia, França                                   |
| La chimera                   | Alice Rohrwacher       | Itàlia, França, Suïssa                           |
| Club Zero                    | Jessica Hausner        | Àustria, Dinamarca, França, Alemanya, Regne Unit |
| Kuolleet lehdet              | Aki Kaurismäki         | Finlàndia                                        |
| Firebrand                    | Karim Aïnouz           | Regne Unit                                       |
| Les Filles d'Olfa            | Kaouther Ben Hania     | Tunísia                                          |
| Le Retour (QP)               | Catherine Corsini      | França                                           |
| Rapito                       | Marco Bellocchio       | Itàlia                                           |
| L'Été dernier                | Catherine Breillat     | França                                           |
| May December                 | Todd Haynes            | Estats Units                                     |
| Kaibutsu (怪物) (QP)         | Hirokazu Koreeda       | Japó                                             |
| The Old Oak                  | Ken Loach              | Regne Unit, França, Bèlgica                      |
| Perfect Days                 | Wim Wenders            | Japó, Alemanya                                   |
| La Passion de Dodin Bouffant | Tran Anh Hung          | França                                           |
| Qīngchūn (青春)              | Wang Bing              | R.P. de la Xina                                  |
| The Zone of Interest         | Jonathan Glazer        | Regne Unit, Polònia                              |

(CdO) indica una pel·lícula elegible a la Càmera d'Or com a debut com a director.
(QP) indica pel·lícula en competició per a la Queer Palm.

### Un Certain Regard
Les següents pel·lícules van ser seleccionades per competir a la secció Un Certain Regard:
| Títol                                   | Director(s)                        | País de producció                                       |
| --------------------------------------- | ---------------------------------- | ------------------------------------------------------- |
| Rien à perdre (CdO)                     | Delphine Deloget                   | França                                                  |
| La fragilitat del gel (Rán dōng, 燃冬)  | Anthony Chen                       | R.P. de la Xina, Singapur                               |
| Crowrã                                  | Joao Salaviza, Renée Nader Messora | Brasil                                                  |
| Los delincuentes                        | Rodrigo Moreno                     | Argentina                                               |
| Goodbye Julia (CdO)                     | Mohamed Kordofani                  | Sudan, Egipte, Alemanya, França, Suècia, Aràbia Saudita |
| Hwaran (화란)(CdO)                      | Kim Chang-hoon                     | Corea del Sud                                           |
| Les Meutes (CdO)                        | Kamal Lazraq                       | Marroc                                                  |
| How to Have Sex (CdO) (QP)              | Molly Manning Walker               | Regne Unit                                              |
| If Only I Could Hibernate (CdO)         | Zoljargal Purevdash                | Mongòlia                                                |
| Kadib Abyad                             | Asmae El Moudir                    | Marroc                                                  |
| Simple comme Sylvain (QP)               | Monia Chokri                       | Canadà                                                  |
| The New Boy                             | Warwick Thornton                   | Australia                                               |
| Augure (CdO)                            | Baloji Tshiani                     | Bèlgica, R.D. del Congo                                 |
| Hé biān de cuò wù (河边的错误)          | Wei Shujun                         | R.P. de la Xina                                         |
| Le Règne animal (pel·lícula d'apertura) | Thomas Cailley                     | França                                                  |
| Rosalie (QP)                            | Stéphanie Di Giusto                | França                                                  |
| Salem                                   | Jean-Bernard Marlin                | França                                                  |
| Los colonos (CdO)                       | Felipe Gálvez                      | Xile, Argentina                                         |
| Terrestrial Verses آیه‌های زمینی         | Ali Asgari, Alireza Khatami        | Iran                                                    |
| Fora de competició                      |                                    |                                                         |
| Une nuit (pel·lícula de clausura)       | Alex Lutz                          | França                                                  |

(CdO) indica una pel·lícula elegible a la Càmera d'Or com a debut com a director..
(QP) indica pel·lícula en competició per a la Queer Palm.

### Fora competició
Les següents pel·lícules van ser seleccionades per ser projectades fora de competició:
| Títol                                   | Director(s)      | País de producció |
| --------------------------------------- | ---------------- | ----------------- |
| L'Abbé Pierre – Une Vie de Combats      | Frédéric Tellier | França            |
| Geomijip (거미집)                       | Kim Ji-Woon      | Corea del Sud     |
| Elemental (pel·lícula de clausura)      | Peter Sohn       | Estats Units      |
| Indiana Jones i el dial del destí       | James Mangold    | Estats Units      |
| Jeanne du Barry (pel·lícula d'apertura) | Maïwenn Le Besco | França            |
| Killers of the Flower Moon              | Martin Scorsese  | Estats Units      |
| Sèries                                  |                  |                   |
| The Idol (QP)                           | Sam Levinson     | Estats Units      |
| Projeccions de mitjanit                 |                  |                   |
| Acide                                   | Just Philippot   | França            |
| Hypnotic                                | Robert Rodriguez | Estats Units      |
| Kennedy                                 | Anurag Kashyap   | Índia             |
| Omar La Fraise                          | Elias Belkeddar  | França            |
| 탈출: PROJECT SILENCE                   | Kim Tae-gon      | Corea del Sud     |

(QP) indica pel·lícula en competició per a la Queer Palm.

### Cannes Premiere
Les següents pel·lícules van ser seleccionades per ser projectades a la secció Cannes Premieres:
| Títol                     | Director(s)       | País de producció  |
| ------------------------- | ----------------- | ------------------ |
| Le Temps d'aimer (QP)     | Katell Quillévéré | França             |
| Bonnard, Pierre et Marthe | Martin Provost    | França             |
| Cerrar los ojos           | Víctor Erice      | Espanya, Argentina |
| Eureka                    | Lisandro Alonso   | Argentina          |
| L'Amour et Les Forêts     | Valérie Donzelli  | França             |
| Kubi 首(QP)               | Takeshi Kitano    | Japó               |
| Perdidos en la noche      | Amat Escalante    | Mèxic              |

(QP) indica pel·lícula en competició per a la Queer Palm.

### Projeccions especials
Les següents pel·lícules van ser seleccionades per ser projectades a la secció Special Screenings:
| Títol                          | Director(s)           | País de producció        |
| ------------------------------ | --------------------- | ------------------------ |
| Anselm (Das Rauschen Der Zeit) | Wim Wenders           | Alemanya                 |
| Bread and Roses                | Sahra Mani            | Afganistan               |
| As Filhas do Fogo              | Pedro Costa           | Portugal                 |
| Little Girl Blue               | Mona Achache          | França, Bèlgica          |
| Man in Black                   | Wang Bing             | R.P. de la Xina          |
| Le Théorème de Marguerite      | Anna Novion           | França                   |
| Occupied City                  | Steve McQueen         | Estats Units, Regne Unit |
| Retratos Fantasmas             | Kleber Mendonça Filho | Brasil                   |
| Robot Dreams                   | Pablo Berger          | Espanya, França          |
| Extraña forma de vida (QP)     | Pedro Almodóvar       | Espanya                  |

(QP) indica pel·lícula en competició per a la Queer Palm.

### Competició de curtmetratges
D'entre 4.288 inscripcions, les següents pel·lícules van ser seleccionades per competir per la Palma d'Or del curtmetratge:
| Títol                                  | Director(s)                         | País de producció                |
| -------------------------------------- | ----------------------------------- | -------------------------------- |
| La Perra                               | Carla Melo Gampert                  | Colòmbia, França                 |
| As It Was                              | Anastasia Solonevych, Damian Kocur  | Polònia, Ucraïna                 |
| Tits                                   | Eivind Landsvik                     | Noruega                          |
| 27 (QP)                                | Flóra Anna Buda                     | França, Hongria                  |
| Le Sexe de Ma Mère                     | Francis Canitrot                    | França                           |
| Aunque es de Noche                     | Guillermo García López              | Espanya, França                  |
| Basri & Salma in a Never-ending Comedy | Khozy Rizal                         | Indonèsia                        |
| Poof                                   | Margaret Miller                     | Estats Units                     |
| Nada de Todo Esto                      | Patricio Martínez, Francisco Canton | Argentina, Espanya, Estats Units |
| Wild Summon                            | Karni Arieli, Saul Freed            | Regne Unit                       |
| Fár                                    | Gunnur Martinsdóttir Schlüter       | Islàndia                         |

(QP) indica pel·lícula en competició per a la Queer Palm.

### Cinéfondation
La secció Cinéfondation se centra en les pel·lícules realitzades per estudiants de les escoles de cinema. El Festival de Canes destina una subvenció de 15.000 euros al primer premi, 11.250 euros al segon i 7.500 euros al tercer. Es van seleccionar les 16 entrades següents (14 d'acció en directe i 2 d'animació) d'entre 2.000 presentacions:
| Títol                               | Director(s)                     | Escola                                           |
| ----------------------------------- | ------------------------------- | ------------------------------------------------ |
| Daroone Poust (QP)                  | Shafagh Abosaba, Maryam Mahdiye | Karnameh Film School, Iran                       |
| Killing Boris Johnson               | Musa Alderson-Clarke            | NFTS, Regne Unit                                 |
| Nehemich                            | Yudhajit Basu                   | FTII, Índia                                      |
| Imogene                             | Katie Blair                     | Columbia University, Estats Units                |
| Al Toraa'                           | Jad Chahine                     | High Cinema Institute, Egipte                    |
| A Bright Sunny Day                  | Yupeng He                       | Columbia University, Estats Units                |
| 구멍                                | Hwang Hyein                     | Korean Academy of Film Arts, Corea del Sud       |
| La Voix des Autres                  | Fatima Kaci                     | La Fémis, França                                 |
| Electra                             | Daria Kashcheeva                | FAMU, Txèquia                                    |
| Trenc d'Alba                        | Anna Llargués                   | ESCAC, Catalunya                                 |
| Norwegian Offspring                 | Marlene Emilie Lyngstad         | Den Danske Filmskole, Dinamarca                  |
| Osmý Den                            | Petr Pylypčuk                   | FAMU, Txèquia                                    |
| The Lee Families 이씨 가문의 형제들 | Seo Jeong-mi                    | Korea National University of Arts, Corea del Sud |
| Solos                               | Pedro Vargas                    | FAAP, Brasil                                     |
| Ayyur                               | Zineb Wakrim                    | ÉSAV Marrakech, Marroc                           |
| Uhrmenschen                         | Yu Hao                          | Filmuniversität Babelsberg, Alemanya             |

(QP) indica pel·lícula en competició per a la Queer Palm.

### Cannes Classics
Les següents pel·lícules van ser seleccionades per ser projectades a Cannes Classics:

#### Restauracions
| Títol                                    | Director(s)                        | País de producció    |
| ---------------------------------------- | ---------------------------------- | -------------------- |
| L'Amour fou (1969)                       | Jacques Rivette                    | França               |
| Caligula – The Ultimate Cut (1979)       | Tinto Brass                        | Estats Units, Itàlia |
| Ces Messieurs de la santé (1934)         | Pierre Colombier                   | França               |
| Ishanou (1990)                           | Aribam Syam Sharma                 | Índia                |
| Le Mépris (1963)                         | Jean-Luc Godard                    | França               |
| Classe tous risques (1960)               | Claude Sautet                      | França, Itàlia       |
| Barev, es em (1966)                      | Frunze Dovlatyan                   | Armènia              |
| ES (1966)                                | Ulrich Schamoni                    | Alemanya             |
| Sziget a szárazföldön (1969)             | Judit Elek                         | Hongria              |
| Amor, mujeres y flores (1984)            | Marta Rodríguez                    | Colòmbia             |
| Hombre de la esquina rosada (1962)       | René Mugica                        | Argentina            |
| Mississippi Blues (1983)                 | Bertrand Tavernier, Robert Parrish | França               |
| Munekata kyodai (1950)                   | Yasujirō Ozu                       | Japó                 |
| Drôles de Guerres (2023)                 | Jean-Luc Godard                    | França, Suïssa       |
| Il ferroviere (1956)                     | Pietro Germi                       | Itàlia               |
| Nagaya Shinshiroku (1947)                | Yasujirō Ozu                       | Japó                 |
| Le Rendez-vous des quais (1955)          | Paul Carpita                       | França               |
| Le Retour à la Raison (1923)             | Man Ray                            | França               |
| El esqueleto de la señora Morales (1960) | Rogelio A. González                | Mèxic                |
| Spellbound (1945)                        | Alfred Hitchcock                   | Estats Units         |
| The Village (1953)                       | Leopold Lindtberg                  | Suïssa               |

#### Documentals
| Títol                                           | Director(s)                     | País de producció |
| ----------------------------------------------- | ------------------------------- | ----------------- |
| Godard par Godard                               | Florence Platarets              | França            |
| Chambre 999                                     | Lubna Playoust                  | França            |
| La Saga Rassam-Berri, le cinéma dans les veïnes | Michel Denisot, Florent Maillet | França            |
| Liv Ullmann – A Road Less Travelled             | Dheeraj Akolkar                 | Noruega           |
| 100 Years of Warner Bros.                       | Leslie Iwerks                   | Estats Units      |
| Nelson Pereira dos Santos – Vida de Cinema      | Aida Marques, Ivelise Ferreira  | Brasil            |
| Viva Varda!                                     | Pierre-Henri Gibert             | França            |
| Anita                                           | Svetlana Zill, Alexis Bloom     | Estats Units      |
| Michael Douglas, le fils prodige                | Amine Mestari                   | França            |

### Cinéma de la Plage
Les següents pel·lícules van ser seleccionades per ser projectades fora de concurs, a la secció "Cinéma de la plage".:
| Títol                        | Director(s)                    | País de producció        |
| ---------------------------- | ------------------------------ | ------------------------ |
| Underground (1995)           | Emir Kusturica                 | Iugoslàvia               |
| Thelma i Louise (1991)       | Ridley Scott                   | Estats Units             |
| L'Été meurtrier (1983)       | Jean Becker                    | França                   |
| C'est la vie (2017)          | Éric Tolédano, Olivier Nakache | França                   |
| Flo (2023)                   | Géraldine Danon                | França                   |
| The Way of the Dragon (1972) | Bruce Lee                      | Hong Kong                |
| Carmen (1983)                | Carlos Saura                   | Espanya                  |
| Mars Express (2023)          | Jérémie Périn                  | França                   |
| Badlands (1973)              | Terrence Malick                | Estats Units             |
| L'été en pente douce (1987)  | Gérard Krawczyk                | França                   |
| Sarafina! (1992)             | Darrell Roodt                  | Estats Units, Sud-àfrica |
| Alberto Express (1990)       | Arthur Joffé                   | França                   |

## Seccions paral·leles

### Setmana Internacional de la Crítica

#### En competició
Les següents pel·lícules van ser seleccionades per ser projectades a la competició principal de la Setmana Internacional de la Crítica.:
| Títol                         | Director(s)       | País de producció                                                             |
| ----------------------------- | ----------------- | ----------------------------------------------------------------------------- |
| Il Pleut Dans La Maison (CdO) | Paloma Sermon-Daï | Bèlgica, França                                                               |
| Inshallah A Boy (CdO)         | Amjad Al Rasheed  | Jordània, Aràbia Saudita, Qatar, França                                       |
| Lost Country                  | Vladimir Perišić  | França, Sèrbia, Luxemburg, Croàcia                                            |
| Levante (CdO) (QP)            | Lillah Halla      | Brasil, França, Uruguai                                                       |
| Le Ravissement (CdO)          | Iris Kaltenbäck   | França                                                                        |
| Sleep Jam (잠) (CdO)          | Jason Yu          | Corea del Sud                                                                 |
| Tiger Stripes (CdO)           | Amanda Nell Eu    | Malàisia, Taiwan, Singapur, França, Alemanya, Països Baixos, Indonèsia, Qatar |

(CdO) indica una pel·lícula elegible a la Càmera d'Or com a debut com a director.
(QP) indica pel·lícula en competició per a la Queer Palm.

#### Concurs de curtmetratges
Les següents pel·lícules van ser seleccionades per ser projectades al concurs de curtmetratges de la Setmana Internacional de la Crítica:
| Títol                           | Director(s)               | País de producció     |
| ------------------------------- | ------------------------- | --------------------- |
| Arkhé                           | Armando Navarro           | Mèxic                 |
| Boléro (QP)                     | Nans Laborde-Jourdàa      | França                |
| Contadores                      | Irati Gorostidi Agirretxe | Espanya               |
| Corpos Cintilantes              | Inês Teixeira             | Portugal              |
| I Promise You Paradise          | Morad Mostafa             | Egipte, França, Qatar |
| Krokodyl                        | Dawid Bodzak              | Polònia               |
| La Saison Pourpre               | Clémence Bouchereau       | França                |
| Prava istina priče o šori       | Andrea Slaviček           | Croàcia, Espanya      |
| Via Dolorosa                    | Rachel Gutgarts           | França                |
| Walking With Her into the Night | Hui Shu                   | R.P. de la Xina       |

(QP) indica pel·lícula en competició per a la Queer Palm.

#### Projeccions especials
Les següents pel·lícules van ser seleccionades per ser projectades a la Setmana Internacional de la Crítica
| TÍTOL                                         | Director(s)                   | País de producció |
| --------------------------------------------- | ----------------------------- | ----------------- |
| Àma Gloria (pel·lícula d'apertura)            | Marie Amachoukeli             | França            |
| Le Syndrome des amour passés                  | Ann Sirot I Raphaël Balboni   | Bèlgica, França   |
| Midnight Skin                                 | Manolis Mavris                | Grècia, França    |
| La Fille de son père (pel·lícula de clausura) | Erwan Le Duc                  | França            |
| Pleure pas Gabriel                            | Mathilde Chavanne             | França            |
| Stranger (QP)                                 | Jehnny Beth & Iris Chassaigne | França            |
| Vincent doit mourir (CdO)                     | Stéphan Castang               | França            |

(CdO) indica una pel·lícula elegible a la Càmera d'Or com a debut com a director..
(QP) indica pel·lícula en competició per a la Queer Palm.

### Quinzena de Cineastes

#### Pel·lícules
Les següents pel·lícules van ser seleccionades per ser projectades a la secció principal de la Quinzena de Cineastes:
| Títol                                                          | Director(s)                     | País de producció                 |
| -------------------------------------------------------------- | ------------------------------- | --------------------------------- |
| Agra                                                           | Kanu Behl                       | Índia                             |
| Blackbird Blackbird Blackberry                                 | Elene Naveriani                 | Suïssa, Alemanya, Geòrgia         |
| Le Livre des solutions                                         | Michel Gondry                   | França                            |
| Conann (QP)                                                    | Bertrand Mandico                | Bèlgica, França, Luxemburg        |
| Creatura                                                       | Elena Martín i Gimeno           | Espanya                           |
| Déserts                                                        | Faouzi Bensaïdi                 | Marroc, França, Alemanya, Bèlgica |
| The Feeling That the Time for Doing Something Has Passed (CdO) | Joanna Arnow                    | Estats Units                      |
| Le procès Goldman                                              | Cédric Kahn                     | França                            |
| Blaj (CdO)                                                     | Ilía Povolotski                 | Rússia                            |
| In Flames                                                      | Zarrar Kahn                     | Canadà, Pakistan                  |
| Woo-ri-ui-ha-ru (우리의 하루)                                  | Hong Sang-soo                   | Corea del Sud                     |
| Bên trong vỏ kén vàng (CdO)                                    | Pham Thien An                   | Vietnam, Singapur, França         |
| Légua                                                          | Filipa Reis, João Miller Guerra | Portugal, França, Itàlia          |
| Mambar Pierrette                                               | Rosine Mbakam                   | Camerun                           |
| L'autre Laurens                                                | Claude Schmitz                  | França                            |
| Un prince (QP)                                                 | Pierre Creton                   | França                            |
| Riddle of Fire (CdO)                                           | Weston Razooli                  | Estats Units                      |
| Xiǎo bái chuán (小白船) (CdO) (QP)                             | Geng Zihan                      | R.P. de la Xina                   |
| The Sweet East (CdO)                                           | Sean Price Williams             | Estats Units                      |

(CdO) indica una pel·lícula elegible a la Càmera d'Or com a debut com a director..
(QP) indica pel·lícula en competició per a la Queer Palm.

#### Curtmetratges
Els següents curtmetratges van ser seleccionats per ser projectats a la secció Quinzena de Cineastes:
| Títol                                 | Director(s)        | País de producció           |
| ------------------------------------- | ------------------ | --------------------------- |
| Dans la tête un orage                 | Clément Pérot      | França                      |
| J'ai vu le visage du diable (QP)      | Julia Kowalski     | França                      |
| Lemon Tree                            | Rachel Walden      | Estats Units                |
| Margarethe 89                         | Lucas Malbrun      | França                      |
| Mast-del (QP)                         | Maryam Tafakory    | Iran                        |
| Oyu                                   | Atsushi Hirai      | França, Japó                |
| Talking to the River                  | Yue Pan            | Regne Unit, R.P. de la Xina |
| L'anniversaire D'Enrico               | Francesco Sossai   | Alemanya, França, Itàlia    |
| La Maison Brûle, Autant se Réchauffer | Mouloud Aït Liotna | França                      |
| The Red Sea Makes me Wanna Cry        | Faris Alrjoob      | Alemanya                    |

(QP) indica pel·lícula en competició per a la Queer Palm.

#### Projeccions especials
La següent pel·lícula va ser seleccionada per ser projectada a la Quinzena de Cineastes:
| Títol                  | Director(s)        | País de producció        |
| ---------------------- | ------------------ | ------------------------ |
| La vall Abraham (1993) | Manoel de Oliveira | Portugal, França, Suïssa |

### ACID
Les següents pel·lícules van ser seleccionades per ser projectades a la secció ACID (Associació per a la Distribució del Cinema Independent):

#### Llargmetratges
| Títol                 | Director(s)                        | País de producció                       |
| --------------------- | ---------------------------------- | --------------------------------------- |
| Caiti Blues           | Justine Harbonnier                 | França, Canadà                          |
| Linda veut du poulet! | Chiara Malta, Sébastien Laudenbach | França, Itàlia                          |
| Dreaming in Between   | Ryûtarô Ninomiya                   | Japó                                    |
| Skąd dokąd            | Maciek Hamela                      | Polònia, França                         |
| Laissez-moi           | Maxime Rappaz                      | Suïssa, França, Bèlgica                 |
| Machtat               | Sonia Ben Slama                    | Tunísia, Líban, França, Qatar           |
| Nome                  | Sana Na N’hada                     | Guinea Bissau, França, Portugal, Angola |
| On the Edge           | Nicolas Peduzzi                    | França                                  |
| La Mer et ses vagues  | Liana & Renaud                     | França, Líban                           |

## Premis Oficials

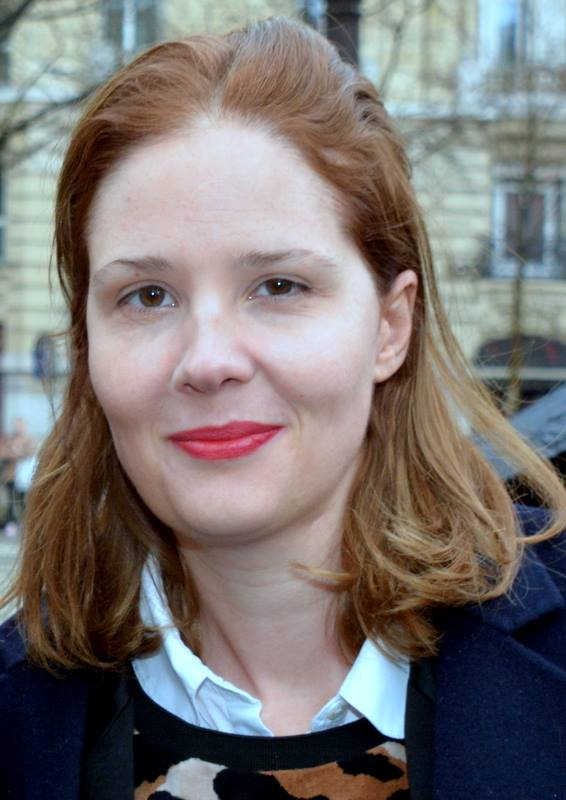
Justine Triet, guanyadora de la Palme d'Or.

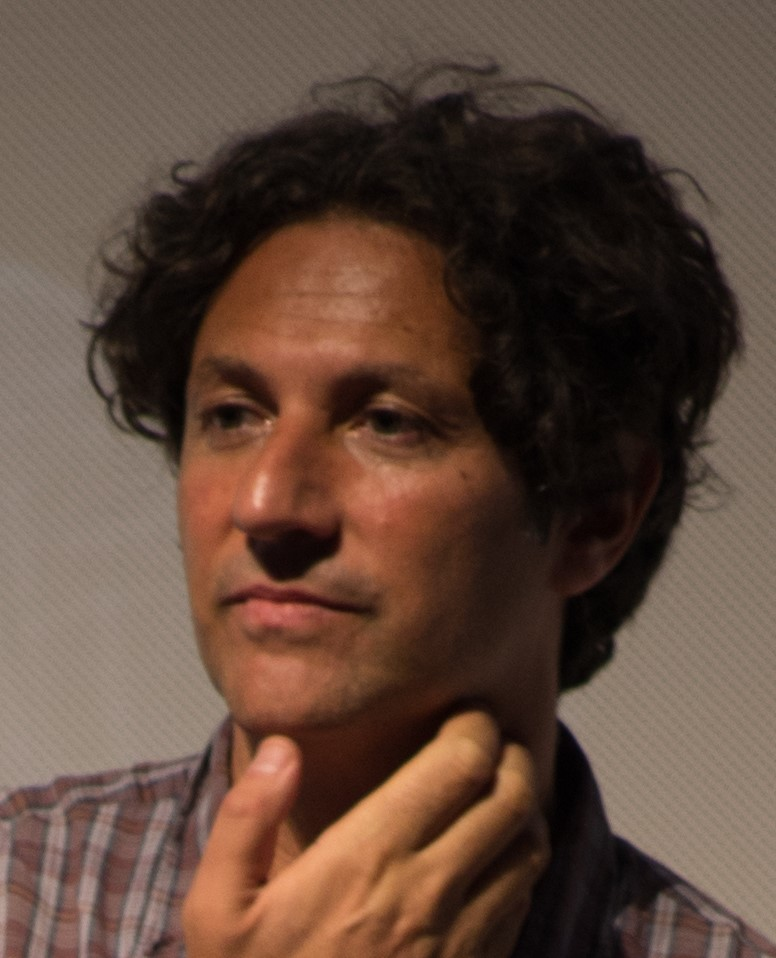
Jonathan Glazer, guanyador del Grand Prix

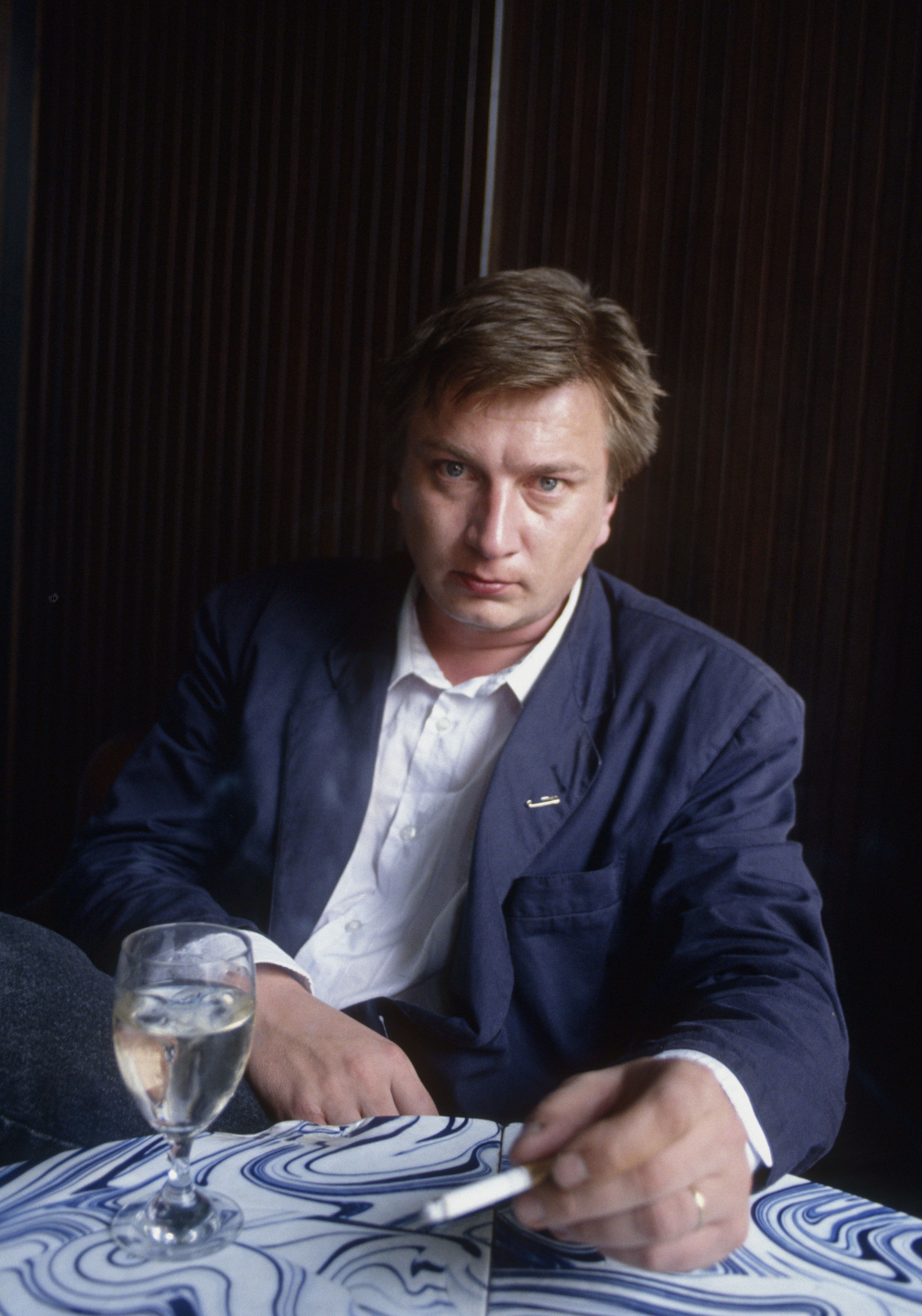
Aki Kaurismäki, guanyador del premi del Jurat

### En competició
Es van lliurar els següents premis per a pel·lícules projectades en competició:
- Palma d'Or: Anatomie d'une chute de Justine Triet
- Grand Prix: The Zone of Interest de Jonathan Glazer
- Premi del Jurat: Kuolleet lehdet d’Aki Kaurismäki
- Millor director: Tran Anh Hung per La Passion de Dodin Bouffant
- Millor actriu: Merve Dizdar per Kuru Otlar Üstüne
- Millor actor: Kōji Yakusho per Kaibutsu
- Millor guió: Yuji Sakamoto per Kaibutsu

### Un Certain Regard
- Premi Un Certain Regard: How to Have Sex de Molly Manning Walker[39]
- Premi del Jurat Un Certain Regard: Les Meutes de Kamal Lazraq
- Un Certain Regard al millor director: Kadib Abyad d’Asmae El Moudir
- Un Certain Regard Premi Llibertat: Goodbye Julia de Mohamed Kordofani
- Un Certain Regard Premi Ensemble: Crowrã de João Salaviza, Renée Nader Messora, Cast and Crew
- Un Certain Regard Premi New Voice: Augure de Baloji Tshiani

### Palms d'Or honorífica
- Palma d'Or Honorífica: Michael Douglas i Harrison Ford[6]

### Caméra d'Or
- Caméra d'Or: Bên trong vỏ kén vàng de Pham Thien An[38]

### Palms D'or al curtmetratge
- Palma d'Or al curtmetratge: 27 de Flóra Anna Buda[38]
- Menció especial: Fár de Gunnur Martinsdóttir Schlüter

### Cinéfondation
- Primer premi: Norwegian Offspring de Marlene Emilie Lyngstad[29]
- Segon premi: Hole de Hwang Hyein
- Tercer premi: Ayyur (Moon) de Zineb Wakrim

## Premis independents

### Premis FIPRESCI
- En competició: The Zone of Interest de Jonathan Glazer[40]
- Un Certain Regard: Los colonos de Felipe Gálvez
- Seccions paral·leles (primeres pel·lícules): Levante de Lillah Halla

#### Premi Ecumènic
- Premi del Jurat Ecumènic: Perfect Days de Wim Wenders

#### Setmana Internacional de la Crítica
- Gran premi: Tiger Stripes de Amanda Nell Eu
- Premi del Jurat French Touch: Il Pleut Dans La Maison de Paloma Sermon-Daï
- Premi de la Fundació Louis Roederer a l’Estrella Emergent: Jovan Ginić per Lost Country
- Premi Leitz Cine Discovery al curtmetratge: Boléro de Nans Laborde-Jourdàa
- Premi Fundació Gan per la Distribució: Inshallah a Boy d’Amjad Al Rasheed
- Premi SACD: Iris Kaltenbäck perr The Rapture
- Premi Canal+ al curtmetratge: Boléro de Nans Laborde-Jourdàa[41]

#### Quinzena de Cineastes
- Premi Europa Cinemas Label a la millor pel·lícula europea: Creatura d’ Elena Martín i Gimeno[42]
- Premi SACD a la millor pel·lícula en llengua francesa: Un prince de Pierre Creton[43]
- Carrosse d'Or: Souleymane Cissé[44]

### L'Œil d'or
- L'Œil d'or:
  - Les Filles d'Olfa de Kaouther Ben Hania[45]
  - Kadib Abyad d’Asmae El Moudir

### Palma Queer
- Premi Palma Queer: Kaibutsu dey Hirokazu Koreeda[46]
- Palma Queer al millor curtmetratge: Bolero de Nans Laborde-Jourdàa

### Premi François Chalais
- Premi François Chalais: Les Filles d'Olfa fr Kaouther Ben Hania

### Prix de la Citoyenneté
- Premi de la ciutadania: Les Filles d'Olfa de Kaouther Ben Hania

### Premi Cannes Soundtrack
- Premi Cannes Soundtrack: Mica Levi per The Zone of Interest

### Prix des Cinémas Art et Essai
- Premi AFCAE Art House Cinema: La chimera d’Alice Rohrwacher
- Menció Especial: Kuolleet lehdet d’ Aki Kaurismäki

### Palm Dog
- Palm Dog Award: Messi com Snoop a Anatomie d'une chute[47][48]
- Gran Premi del Jurat: Alma a Kuolleet lehdet
- Mutt Moment: La chimera
- Highly Commended Canine: Susie a Vincent Must Die
- Lifetime Achievement Award: Ken Loach
- Palm DogManitarian Award: Isabella Rossellini

### Trophée Chopard
- Trophée Chopard: Daryl McCormack i Naomi Ackie[49]